# Blindow (Prenzlau)
Blindow ist ein Ortsteil der Stadt Prenzlau im Landkreis Uckermark in Brandenburg.

## Geographie
Der Ort liegt fünf Kilometer nordnordöstlich von Prenzlau. Die Nachbarorte sind Ausbau im Norden, Dauer im Nordosten, Schenkenberg im Osten, Wittenhof im Südosten, Prenzlau im Süden, Ellingen im Südwesten, Dedelow im Westen sowie Schönwerder im Nordwesten.